# スペシャルハナハナ-30
『スペシャルハナハナ-30』は、2008年にパイオニアが開発・販売した完全告知型の沖スロ5号機。『ニューハナハナ30』の後継機であり、『ニューハナハナ30』のスペックアップ版となっている。パネルは「沖スロ道パネル」が追加され2種類。保通協における型式名は「ハナハナS-30」。

## 概要
告知は、パイオニア沖スロの伝統で、リールパネル上部左右にある「ハイビスカス」ランプが点灯・点滅すればボーナス確定となる。
告知タイミングは、ボーナス当選時のレバーオン時と次ゲームレバーオン時の2種類で、前者が90％、後者が10％の割合。点灯・点滅には多彩なバリエーションがあり、通常時と異なる光り方でビッグボーナスが確定し、『ニューハナハナ30』の告知パターンに加え、「ハイビスカス」ランプの花びら部分のみ・葉っぱ部分のみの点滅も追加されている。
ボーナス図柄はビッグ・レギュラーがそれぞれ1種類で2枚掛けとなり、ビッグは345枚を越える払い出し（純増約312枚）、レギュラーは135枚を越える払い出し（純増約130枚）で終了する。
なお、本機は『ニューハナハナ30』とリール配列が同じで、リール図柄やリーチ目等が全て同じとなっている。

## 告知演出
本機でのボーナス確定告知は、歴代機同様、基本的にリールパネル上左右にある「ハイビスカス」ランプ点灯・点滅によって行われる。通常点滅以外はビッグボーナス確定となる。
- 通常点滅
- 高速点滅
- メラメラ点滅：炎がメラメラと燃えるような点滅パターン
- オアーゼ点滅：ぼわーっとした感じの点滅パターン
- 三三七拍子点滅：左3拍、右3拍、左右7拍の点滅パターン
- 点灯：左右が同時に点灯
- 花びらのみ点滅：新演出
- 葉っぱのみ点滅：新演出
- 花びら葉っぱ交互点滅：新演出
- 花びら点滅葉っぱ点灯：新演出
- 低速点滅：周りが明るいと気付かない程度の瞬くような点滅パターン。次Gで通常点滅に切り替わる。
- 通常点滅+爆発音：点滅は通常と同じだが、レバーオン時にリールサンドに赤い光が走ると同時に爆発音が鳴る。
- 通常点滅+津波音：点滅は通常と同じだが、第1リール停止時にリールサンドに青い光が走ると同時に津波音が鳴る。
- 通常点滅+落雷音：点滅は通常と同じだが、第2リール停止時にリールサンドに黄色い光が走ると同時に落雷音が鳴る。
- 通常点滅+無音スタート

## 新筐体
本機は、『華一番』で採用された新筐体となり、様々な部分が変更されている。
- 本機の演出の要である告知ランプ「ハイビスカス」ランプが、従来のウェッジ球から、高輝度7色LEDを4個使用によりフルLED化された。
- リールの視認性アップのため、リールバックライトが採用された。
- 4.1chスピーカーシステムの搭載で臨場感が大幅にアップしている。

## ボーナス確率
| 設定 | BIG確率 | REG確率 | 合成確率 | 機械割 |
| ---- | ------- | ------- | -------- | ------ |
| 1    | 1/327   | 1/546   | 1/204    | 95%    |
| 2    | 1/312   | 1/504   | 1/192    | 98%    |
| 3    | 1/297   | 1/468   | 1/182    | 100%   |
| 4    | 1/286   | 1/436   | 1/172    | 103%   |
| 5    | 1/276   | 1/409   | 1/165    | 106%   |
| 6    | 1/268   | 1/385   | 1/158    | 109%   |

※各数値はメーカー発表値。